# Dave (Künstler)
David Pflugi (* 1969 in Wahlen, zeitweise auch tätig unter dem Künstlernamen Dave) ist ein Schweizer Künstler.
Zu seinen Werken zählen unter anderem die «Victory Works», fünf Kunstwerke, die er in Zusammenarbeit mit der FIFA für die Fussballweltmeisterschaften 1998, 2002, 2006, 2010 und 2014 erschuf, von denen jedes von allen Spielern beider Finalmannschaften der jeweiligen Weltmeisterschaft signiert wurde.
Im Jahr 2009 waren zwei Performances, die Dave vor der Athener Akropolis und am Brandenburger Tor in Berlin inszenierte, weltweit Gegenstand medialer Berichterstattungen.
In Frankfurt am Main ziert sein Kunstwerk «Space of Time» als permanente Installation den Haupteingang des Commerzbank-Towers am Kaiserplatz.
David Pflugis künstlerischer Stil basiert auf der Idee, dass ein Objekt, aus verschiedenen Perspektiven betrachtet, völlig unterschiedlich aussehen kann. In seiner einfachsten Form gestaltet sich dies so, dass ein dreidimensionales Relief mit Fragmenten verschiedener zweidimensionaler Bilder bemalt wird. Aus einer bestimmten Position betrachtet, setzen sich die visuellen Fragmente zu ganzen Motiven zusammen. Bewegt sich der Betrachter, zerfallen die anamorphischen Illusionen wieder und das Bild wird abstrakt. Der gesamtkunstwerkliche Aspekt der Werke wird dadurch stärker gewichtet als die einzelnen Motive. Somit enthalten Daves Werke, die er als „Fusionen“ bezeichnet, oftmals eine Vielzahl verschiedener künstlerischer Stilrichtungen und Techniken: Eine „Fusion“ kann ohne weiteres eine Skulptur, ein klassisches Porträt, ein Actionpainting und eine Performance zugleich sein.
Seine Werke wurden unter anderem in Berlin, Basel, New York, Frankfurt und Cannes ausgestellt.